# Casa de Gobierno (islas Malvinas)
La Casa de Gobierno (en inglés: Government House) ubicada en Puerto Argentino/Stanley sirve como residencia y oficinas del gobernador del territorio británico de ultramar de las islas Malvinas, designado por Londres, desde mediados del siglo XIX. La residencia oficial fue construida en 1845 por el gobernador Richard Moody. De estilo victoriano, se trata de un edificio protegido, ubicado en el cruce de Ross Road con Government House Road.

## Historia
La Casa de Gobierno abrió sus puertas como las oficinas del Teniente Gobernador en 1847. Luego continuó desarrollándose con varias adiciones, convirtiéndose formalmente la residencia del gobernador en 1859 cuando el gobernador Moore tomó residencia. En 1911 la Encyclopædia Britannica dice en el artículo de las Islas Malvinas que "la Casa de Gobierno, gris, construida en piedra y pizarra, hace pensar en una mansión en las Islas Shetland u Orcadas."
Sir Ernest Shackleton se quedó aquí durante su famosa expedición. Al parecer, él describió el tiempo de allí como "mucho más frío que en cualquier momento en el hielo". No está claro si se refiere a la acogida que recibió o a la temperatura.

### Guerra de las Malvinas
Fue el sitio de una importante batalla durante la guerra de las Malvinas el 2 de abril de 1982, cuando se enfrentaron las fuerzas británicas y argentinas y se convirtió en la principal residencia del gobernador argentino Mario Benjamín Menéndez, culminando la Operación Rosario. El grupo del capitán Pedro Giachino, la avanzada de las fuerzas argentinas, se dirigió a la casa del gobernador, invitándole a la rendición. Al no recibirse respuesta, entraron al anexo de los sirvientes, donde se había atrincherado un grupo de Marines Reales, entablándose un combate. Comenzó un tiroteo generalizado, donde se produjo la primera baja del conflicto, el capitán Giachino, que fue herido mortalmente; fueron también alcanzados por las esquirlas y resultaron heridos de gravedad, el Teniente de Fragata Diego García Quiroga y el Cabo Primero Ernesto Urbina. El resto de sus hombres se replegaron, aunque mantuvieron el asedio sobre la sede del gobierno británico, disparando desde una posición elevada ubicada al sur de la misma.
Finalmente, los hombres de la patrulla de comandos anfibios comandada por Giachino habían logrado la capitulación del gobernador y de la guarnición de infantes de marina británicos que defendían las islas ante el comandante argentino, contralmirante Carlos Büsser. Los constantes cambios de posición de los comandos y el uso de granadas de aturdimiento hicieron creer a los infantes de marina británicos que estaban bajo el ataque de una fuerza numéricamente muy superior a la real (creían que eran 200 infantes cuando en realidad la patrulla de Giachino estaba compuesta por 16 comandos), lo cual resultó decisivo para obtener su rendición. Horas más tarde, el gobernador Rex Hunt fue enviado a Uruguay y luego permaneció en Gran Bretaña hasta después de terminada la guerra.
Tras el cese de las hostilidades el 14 de junio de 1982, la Casa de Gobierno volvió a control británico.